# Tiergarten

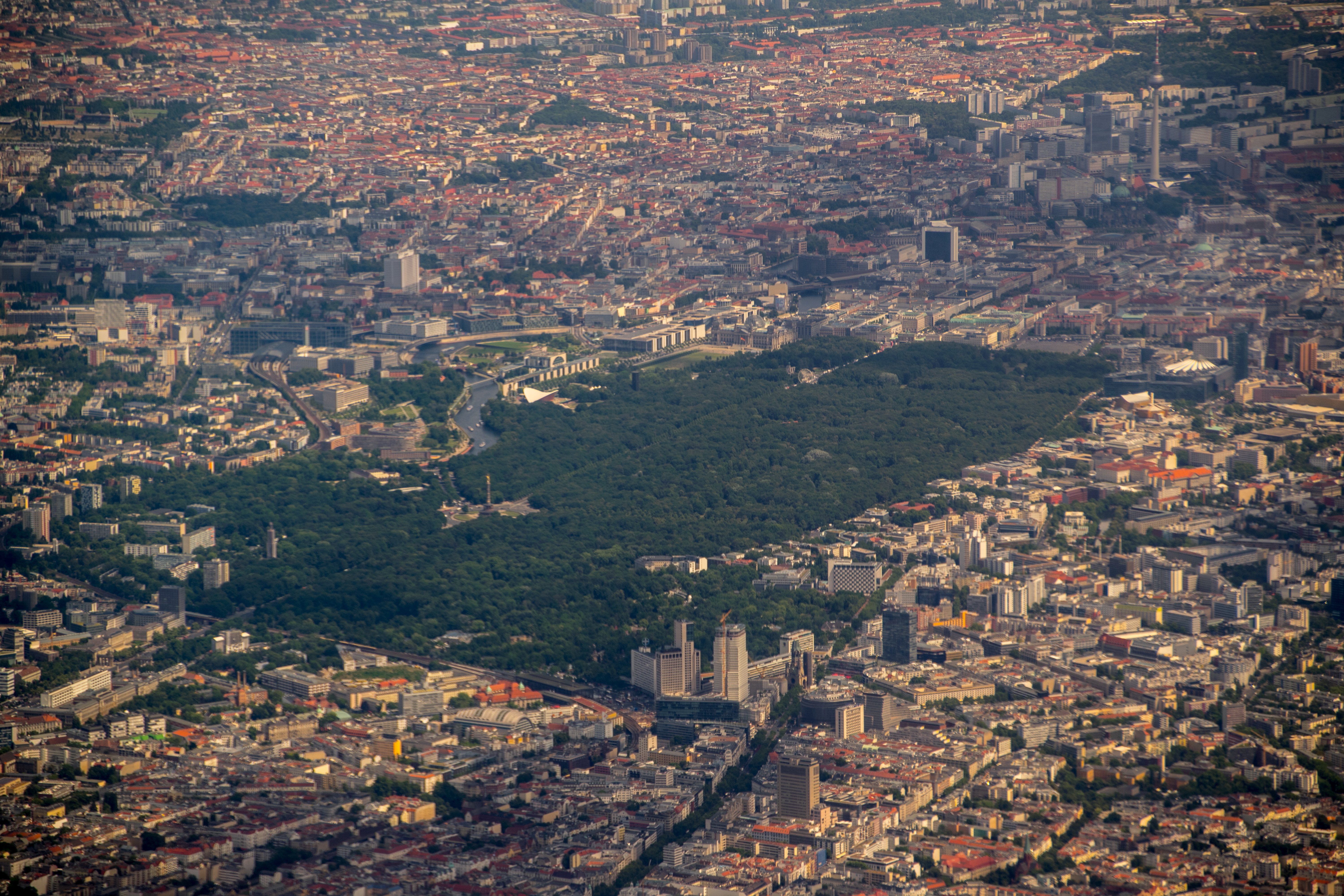
Vista aérea del Tiergarten, con la Columna de la Victoria en el centro.

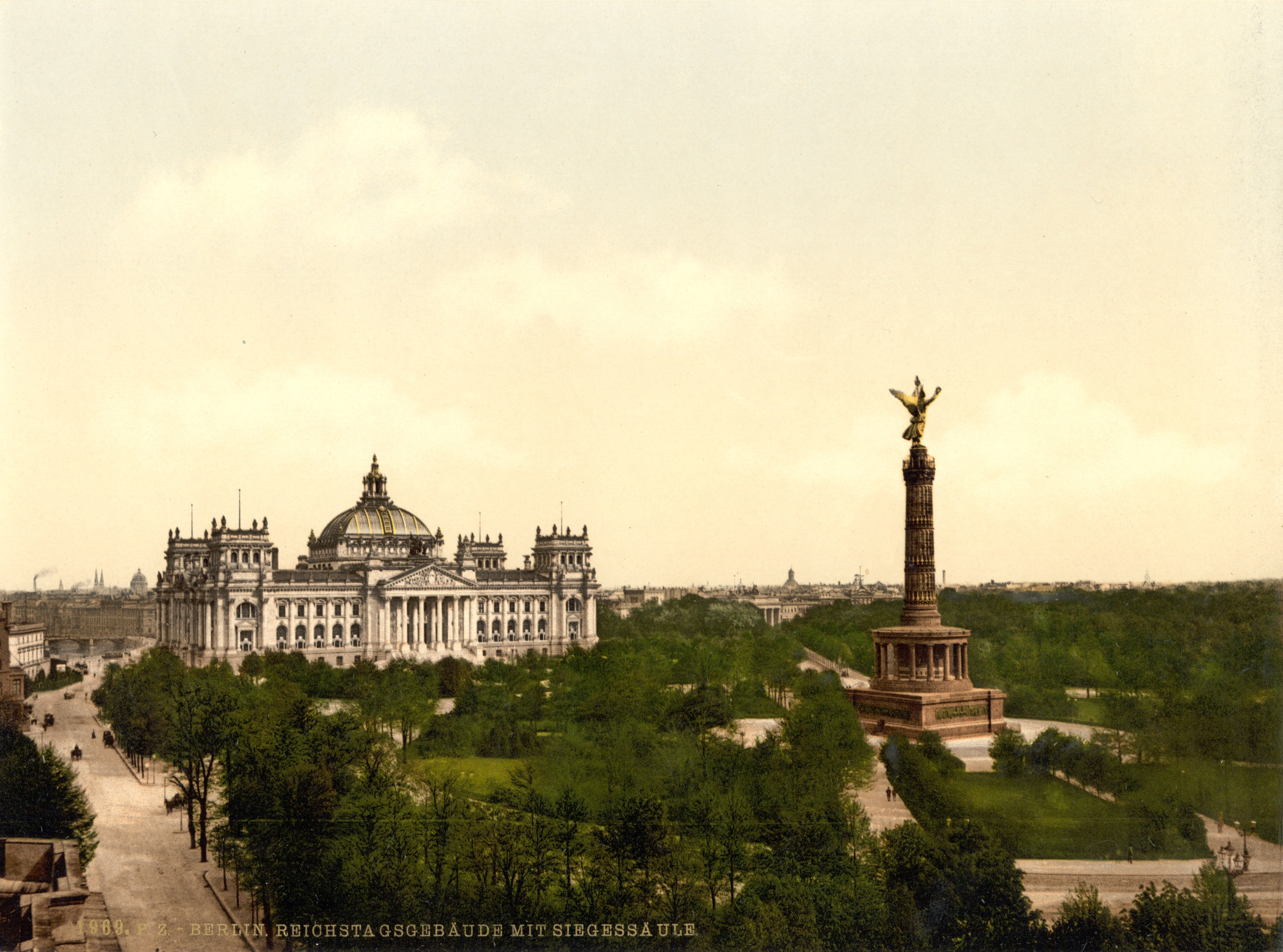
Postal de 1900. En primer plano la columna de la victoria "Siegessäule", al fondo el edificio del Reichstag.

El Tiergarten (pronunciación en alemán: /ˈtiːɐ̯ˌɡaʁtn̩/ⓘ) es el principal parque de Berlín, capital de Alemania. Ubicado en el centro de la ciudad, es además desde 2001 un distrito de esta ciudad.

## Historia

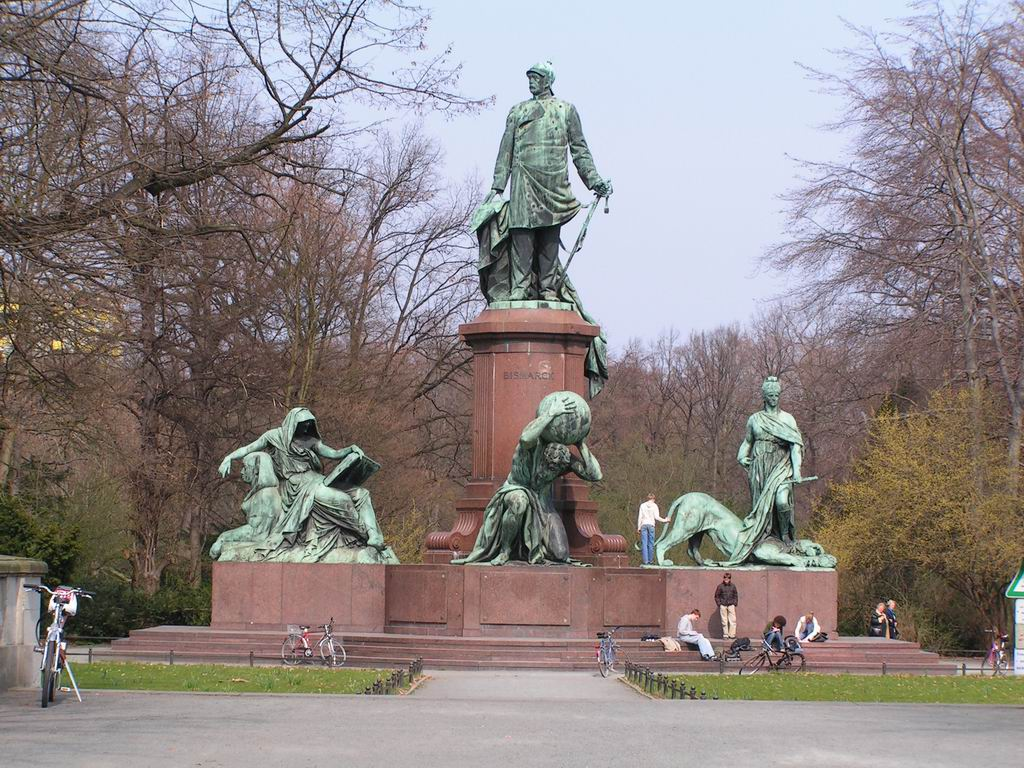
Monumento a Bismarck.

En sus primeros años fue una zona de caza y posteriormente pasó a ser una gran zona verde para uso y disfrute de los berlineses. Tiergarten significa jardín de animales, en recuerdo de cuando era lugar de deleite de la aristocracia prusiana como coto de caza de jabalíes y ciervos. 
Durante las Revoluciones de 1848, los manifestantes se reunían en el Tiergarten frente a la tropa del ejército de Prusia.
Fue el lugar donde los dirigentes espartaquistas Karl Liebknecht y Rosa Luxemburgo fueron ejecutados.
Tras la caída del Muro de Berlín, la Calle del 17 de junio, que atraviesa el parque, ha sido escenario en los últimos años del siglo XX y primeros del XXI de la Love Parade, una de las festividades más multitudinarias de toda la Unión Europea. Durante 2004 y 2005 esta fiesta no se celebró por problemas de organización, pero a partir de 2006 volvió a realizarse el evento.

## Características
Con sus 210 ha de superficie constituye el mayor parque paisajístico y «pulmón verde» en el centro de Berlín. Es el segundo parque más grande de la ciudad después del Grunewald.
Se encuentra enmarcado por símbolos de la ciudad como la Puerta de Brandeburgo, el barrio parlamentario y gubernamental con el edificio del Reichstag (parlamento alemán) y la Cancillería Federal, el Palacio de Bellevue (palacio del presidente de la República) o la Potsdamer Platz. También se encuentran la Columna de la Victoria, la Berliner Philharmonie (Auditorio de la Filarmónica de Berlín), y próxima a ella, la Neue Nationalgalerie (Nueva Galería Nacional), el barrio diplomático (sur) y el Jardín Zoológico de Berlín (suroeste). 
A corta distancia del lugar se construyó la nueva Estación Central de Berlín.